# Institut de physique du globe de Paris
L'institut de physique du globe de Paris (IPGP) est un grand établissement d'enseignement supérieur et de recherche français dont le site principal se situe dans le 5e arrondissement de Paris, à Jussieu. Cet établissement public à caractère scientifique, culturel et professionnel étudie la Terre et les planètes depuis le noyau jusqu’aux enveloppes fluides les plus superficielles, à travers l’observation, l’expérimentation et la modélisation. Il a la charge de services d’observation labellisés en volcanologie, sismologie, magnétisme, gravimétrie et érosion à travers ses observatoires permanents sur les îles de Guadeloupe, de la Martinique, de la Réunion et à Chambon-la-Forêt (France métropolitaine).
Créé en 1921 sous la forme d'un institut de l'université de Paris, puis de l'université Pierre-et-Marie-Curie, il est un établissement à part entière depuis 1990. Tout en préservant sa personnalité morale et juridique, l'IPGP devient le 20 mars 2019 un établissement-composante de la nouvelle Université Paris-Cité, issue de la fusion des universités Paris Diderot et Paris Descartes.

## Histoire
En 1921, Charles Maurain et Edmond Rothé fondent les instituts de physique du globe à Paris, Strasbourg, Bagnères-de-Bigorre, Clermont-Ferrand puis, un peu plus tard, à Tamanrasset en Algérie.
En 1924, l'observatoire de Saint-Maur-des-Fossés qui dépend du Service Météorologique, est rattaché à l’Institut de physique du globe de Paris.
Dans les années 1930, un laboratoire d'observation est créé au pied du volcan martiniquais de la montagne Pelée.
En 1935, l’observatoire magnétique national est transféré du Val-Joyeux à Chambon-la-Forêt.
En 1950, un laboratoire d'observation est créé au pied du volcan guadeloupéen de la Soufrière.
À la fin de l'année 1979, un observatoire est ouvert à proximité du volcan du Piton de la Fournaise à la Réunion.

## Direction
- 1921-1941 : Charles Maurain
- 1941-1959 : Jean Coulomb
- 1959-1966 : Émile Thellier

[...]
- 1971-1976 : Georges Jobert
- 1976-1986 : Claude Allègre
- 1986-1991 : vacant[8]
- 1991-1996 : Jean-Louis Le Mouël
- 1996-1999 : Vincent Courtillot
- 1999-2004 : Claude Jaupart
- 2004-2011 : Vincent Courtillot
- 2011-2016 : Claude Jaupart
- depuis 2016 : Marc Chaussidon[9]

## Implantation

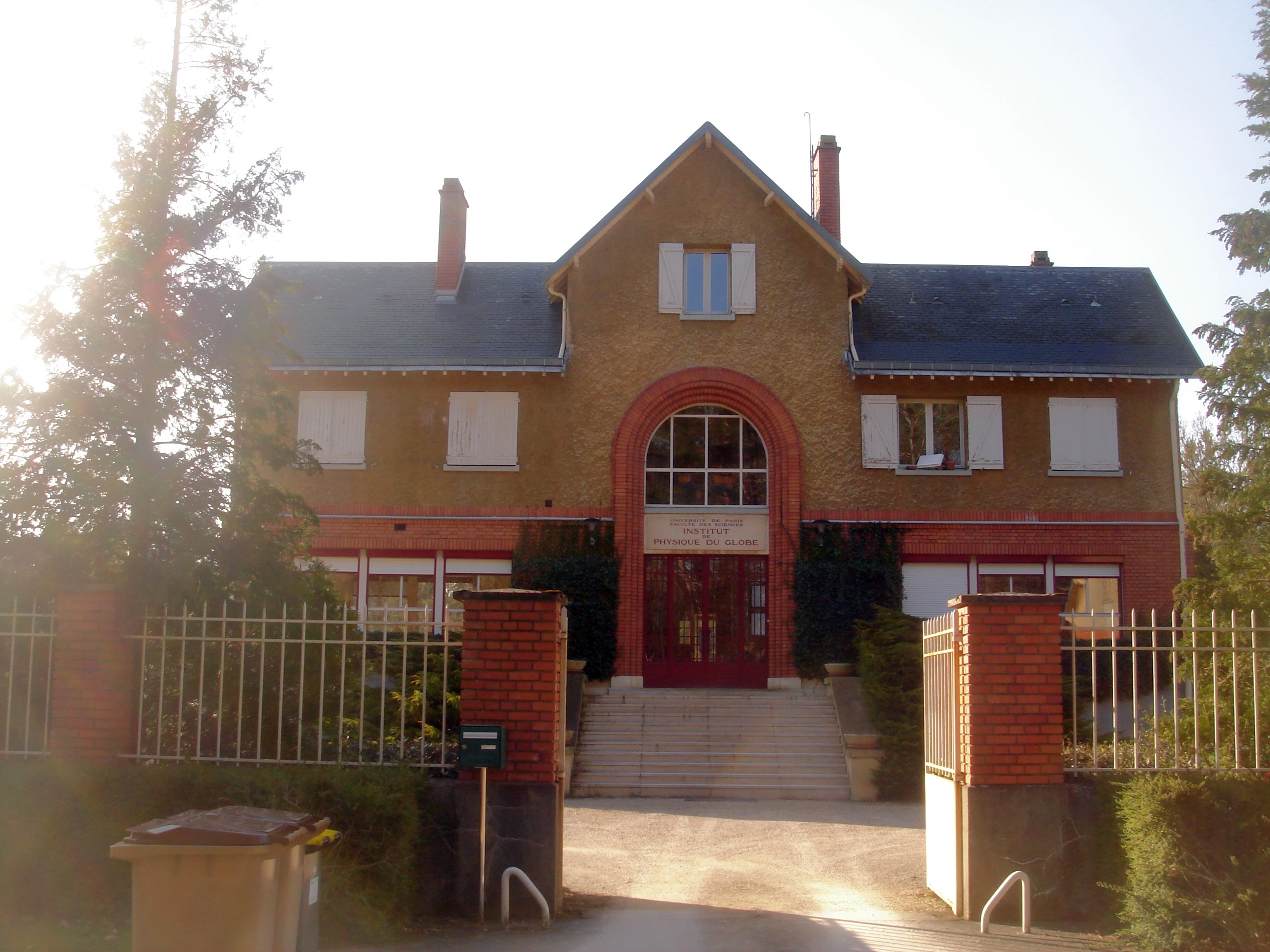
L'observatoire magnétique national en forêt d'Orléans

Associé au CNRS, l'institut de physique du globe de Paris est situé au 1, rue Jussieu, à l'angle de la rue Cuvier et face au Jardin des plantes de Paris. Ce site est desservi par la station de métro Jussieu. Une antenne de l'institut se trouve sur le campus de l'Université Paris Cité dans le 13e arrondissement de la capitale.
Outre son implantation parisienne, l'institut de physique du globe de Paris est également présent sur d'autres sites :
- l'observatoire volcanologique et sismologique de Guadeloupe à Gourbeyre en Guadeloupe[6] ;
- l'observatoire volcanologique et sismologique de Martinique à Saint-Pierre en Martinique[4] ;
- l'observatoire volcanologique du Piton de la Fournaise installé sur la Plaine des Cafres au Tampon à La Réunion[7] ;
- l'observatoire magnétique national à Chambon-la-Forêt en forêt d'Orléans dans le département du Loiret[10].

## Activités
À ses missions de création et de transmission du savoir dans les champs des géosciences s’ajoute une mission d’observation des phénomènes naturels en volcanologie, sismologie et géomagnétisme. La surveillance des trois volcans actifs français, la Soufrière, la montagne Pelée et le Piton de la Fournaise, est assurée par l'institut.
L'institut collabore à plusieurs projets de recherche industrielle, tels que les missions martiennes au travers de la conception de la caméra chimique Chemcam qui équipe le rover MSL de la NASA, lancé le 25 novembre 2011. Il participe également à des missions planétaires, notamment à travers le développement du sismomètre de la mission SELENE 2 (Lune) et notamment InSight qui est installé sur Mars depuis début février 2019,.
On peut également citer d'autres axes comme le stockage géologique du dioxyde de carbone en collaboration avec Total et Schlumberger.
L'institut est responsable du parc instrumental de sismomètre en fond de mer de l'Institut national des sciences de l'univers (INSU) - CNRS.
Il est également responsable du Bureau central sismologique français.
L'IPGP héberge l'observatoire sismologique large bande Geoscope.
L'IPGP propose un master professionnel en génie de l'environnement ou génie de subsurface, un master recherche en géophysique, géochimie ou géologie, cohabilité avec l'École normale supérieure de la rue d'Ulm. L'institut possède également une école doctorale des Sciences de la Terre en collaboration avec l'université Paris-Cité et l'École normale supérieure.
En 2010, l'établissement compte dix-sept équipes de recherche associées dans leur ensemble au centre national de la recherche scientifique, à Sorbonne Université, à l'université Paris-Cité et à l'université de la Réunion sous la forme d'une unité mixte de recherche.
L'institut est aussi partenaire du laboratoire international associé SALADYN créé en 2013.